# الرايس (صعفان)

تعديل مصدري - تعديل

الرايس هي إحدى قرى عزلة مدول بمديرية صعفان التابعة لمحافظة صنعاء، بلغ تعداد سكانها 234 نسمة حسب تعداد اليمن لعام 2004.